# Thakin Soe
Thakin Soe (birman သခင်စိုး ; 1906 - 6 mai 1989) est un homme politique birman.
Il adhéra à l'organisation nationaliste birmane Dobama Asiayone et adopta comme tous ses membres le surnom de Thakin, signifiant "maître" (de son pays). Avec Aung San, il fut le 15 août 1939 un des six membres fondateurs du Parti communiste birman (CPB), dont il devint le responsable de l'organisation de masse.
Il fut emprisonné par les Britanniques en 1940, en même temps que Thakin Nu (U Nu), Thakin Than Tun, Ba Maw et Kyaw Nyein. À la prison d'Insein, il rédigea en juin 1941 avec Thakin Than Tun le Manifeste d'Insein, qui désigne le fascisme mondial comme l'ennemi principal de la guerre à venir et appelle à la collaboration temporaire avec les Britanniques et à l'établissement d'une large alliance incluant l'Union soviétique. Le combat pour la libération nationale serait repris après la défaite du fascisme.
Après l'invasion du pays par l'armée impériale japonaise, Thakin Soe prépara secrètement la résistance à l'occupant dans le delta de l'Irrawaddy, en accord avec ses camarades devenus ministres de l'État de Birmanie. Il ne ressortit de la clandestinité qu'en mars 1945, au moment où l'Armée nationale birmane organisée par les Japonais retournait son alliance pour les affronter.
Cependant, avant même l'indépendance du pays, au début 1946, il quitta le CPB à la tête d'une faction trotskiste connue sous le nom de "Parti Communiste du Drapeau Rouge" (Parti Alan Ni) et entra à nouveau dans la clandestinité en octobre. Il fut le représentant du drapeau Rouge à la conférence de paix avortée d'avril-juin 1963 entre le Conseil Révolutionnaire du général Ne Win et les groupes rebelles. Il fut capturé par les forces gouvernementales en 1970, et relâché en 1974, grâce à l'amnistie décrétée par Ne Win.
Après les manifestations pro-démocratiques de 1988, Soe prit la tête du Parti de la Paix et de l'Unité pour participer aux élections prévues en 1990. Mais il fut emporté par une longue maladie le 6 mai 1989.